# Post Human: Survival Horror
Post Human: Survival Horror è il settimo album in studio del gruppo musicale britannico Bring Me the Horizon, pubblicato il 30 ottobre 2020 dalla Sony Music e dalla RCA Records.
L'album ha debuttato, alla sua uscita, alla posizione numero 5 della Official Albums Chart, per poi riavere un nuovo picco di vendite in tutta Europa a inizio 2021 con la pubblicazione dei formati fisici, arrivando alla prima posizione della classifica britannica.

## Tracce
1. Dear Diary, – 2:44 (Oliver Sykes, Jordan Fish, Matthew Nicholls, Lee Malia, Matthew Kean)
2. Parasite Eve – 4:51 (Oliver Sykes, Jordan Fish, Lee David Malia, Matthew Nicholls, Matthew Kean, Petar Lyondev)
3. Teardrops – 3:35 (Oliver Sykes, Jordan Fish)
4. Obey (with Yungblud) – 3:40 (Oliver Sykes, Jordan Fish, Dominic Harrison)
5. Itch for the Cure (When Will We Be Free?) – 1:26 (Oliver Sykes, Jordan Fish)
6. Kingslayer (ft. Babymetal) – 3:38 (Oliver Sykes, Jordan Fish, MK-Metal)
7. 1x1 (ft. Nova Twins) – 3:29 (Oliver Sykes, Jordan Fish, Amy Love, Georgia South)
8. Ludens – 4:40 (Oliver Sykes, Jordan Fish)
9. One Day the Only Butterflies Left Will Be in Your Chest as You March Towards Your Death (ft. Amy Lee) – 4:03 (Oliver Sykes, Jordan Fish, Amy Lee)

Tracce bonus nell'edizione giapponese
1. Mantra (Live in Tokyo) – 4:23 (Bring Me the Horizon)
2. Medicine (Live in Tokyo) – 3:50 (Bring Me the Horizon)
3. Ludens (Live in Tokyo) – 5:58 (Oliver Sykes, Jordan Fish)

## Formazione
Gruppo
- Oliver Sykes – voce
- Jordan Fish – programmazione, cori (eccetto traccia 8), pianoforte (traccia 9)
- Lee Malia – chitarra (eccetto traccia 9)
- Matt Kean – basso (eccetto traccia 9)
- Matthew Nicholls – batteria (eccetto traccia 9)

Altri musicisti
- Mick Gordon – sintetizzatore e percussioni aggiuntive (tracce 1, 2, 4-6, 9)
- Toriel – cori (traccia 2)
- Yungblud – voce (traccia 4)
- Sam Winfield – voce gang (traccia 4)
- Tom Millar – voce gang (traccia 4)
- Giles Stelfox – voce gang (traccia 4)
- Luke Burywood – voce gang (traccia 4)
- Clayton Deakin – voce gang (traccia 4)
- Jordan Baggs – voce gang (traccia 4)
- Babymetal – voci (traccia 6)
- Amy Love – voce (traccia 7)
- Georgia South – basso aggiuntivo (traccia 7)
- Amy Lee – voce e cori (traccia 9)

Produzione
- Jordan Fish – produzione, ingegneria del suono, ingegneria parti vocali (traccia 8)
- Oliver Sykes – produzione, ingegneria del suono
- Mick Gordon – produzione aggiuntiva (tracce 1, 2, 4-6, 9)
- Zakk Cervini – missaggio, registrazione voce di Yungblud (traccia 4)
- Chris Athens – mastering
- Carl Brown – registrazione batteria (traccia 4)
- Watametal – registrazione e ingegneria voci delle Babymetal (traccia 6)
- Ben Beetham – registrazione e ingegneria voce e basso Nova Twins (traccia 7)
- Dan Lancaster – ingegneria batteria (traccia 8)
- Phil Gornell – ingegneria del suono aggiuntiva (traccia 8)
- Claudio Adamo – ingegneria del suono aggiuntiva (traccia 8)

## Classifiche
| Classifica (2020)          | Posizione massima |
| -------------------------- | ----------------- |
| Belgio (Fiandre)           | 18                |
| Canada                     | 31                |
| Finlandia                  | 7                 |
| Giappone                   | 26                |
| Norvegia                   | 28                |
| Nuova Zelanda              | 19                |
| Paesi Bassi                | 41                |
| Stati Uniti                | 46                |
| Stati Uniti (alternative)  | 4                 |
| Stati Uniti (hard rock)    | 3                 |
| Stati Uniti (rock)         | 8                 |
| Svezia                     | 28                |
| Classifica (2021)          | Posizione massima |
| Australia                  | 3                 |
| Austria                    | 7                 |
| Belgio (Vallonia)          | 64                |
| Francia                    | 71                |
| Germania                   | 4                 |
| Irlanda                    | 31                |
| Italia                     | 45                |
| Regno Unito                | 1                 |
| Regno Unito (rock & metal) | 1                 |
| Svizzera                   | 6                 |